# Cymothoa exigua
Cymothoa exigua ist eine parasitäre Assel, die hauptsächlich verschiedene Fischarten der Gattung Lutjanus aus der Familie der Schnapper befällt. Der Parasit kommt im östlichen Pazifik zwischen dem Golf von Kalifornien und Ecuador vor. Der Parasit ist der einzige weltweit, der einen Körperteil seines Wirtes – die Zunge – funktionell ersetzen kann.

## Lebensweise
Cymothoa exigua ist wie die anderen Cymothoidae ein proterandrischer Hermaphrodit und beginnt seinen Lebenszyklus als freischwimmendes Männchen. Nach dem Eindringen in einen Fischwirt über das Maul oder die Kiemen hakt er sich mit den Klauen am Zungengrund des Fisches fest und ernährt sich vom Blut aus der dortigen Arterie. Mit zunehmendem Wachstum des Parasiten stirbt die Zunge des Fisches aufgrund von Blutarmut ab (siehe Atrophie).

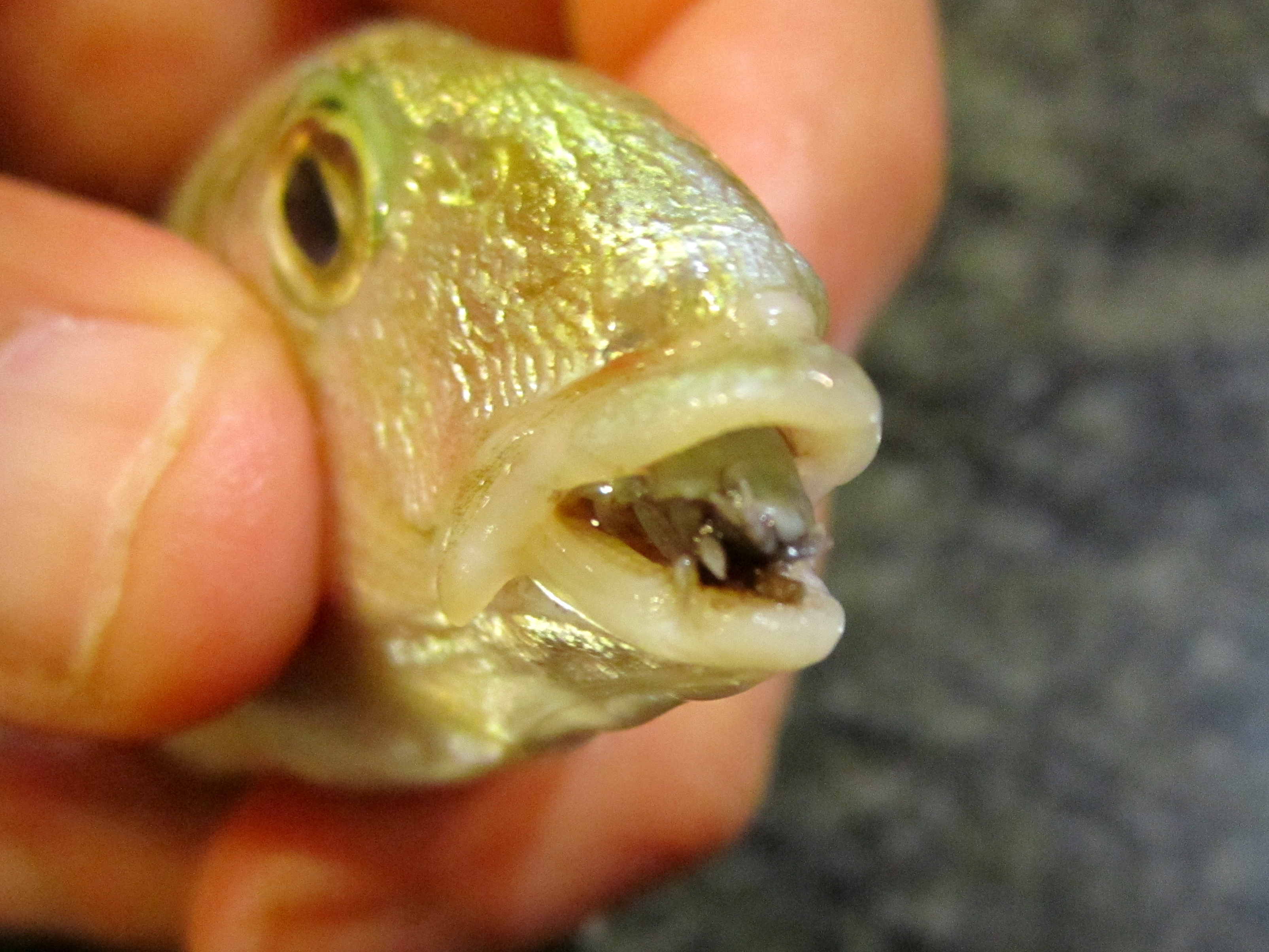
Cymothoa exigua übernimmt im Maul einer Marmorbrasse (Lithognathus mormyrus) die Funktion der Zunge

Fortan nimmt der Parasit den Platz und auch die Funktion der Zunge ein, so dass der Fisch wie bisher Nahrung zu sich nehmen kann, von der sich der Parasit miternährt. Dies stellt den einzigen beschriebenen Fall dar, dass ein Parasit einen Körperteil seines Wirts funktionell ersetzt.
Im Maul des Fisches wächst Cymothoa exigua zur weiblichen Form mit einer Länge bis zu 28 mm heran. Kleinere Männchen (bis zu 15 mm) finden sich oft hinter und unter den Weibchen an den Kiemenbögen des Wirtes. Die Paarung findet im Wirt statt, die Eier verbleiben in einer Tasche unter dem Abdomen des Weibchens, bis die Jungtiere entlassen werden.

## Filmische Rezeption
In dem US-amerikanischen Horrorfilm The Bay – Nach Angst kommt Panik (2012) wird eine Umweltkatastrophe in der Chesapeake Bay fingiert, bei der Cymothoa exigua nach der Zerstörung des ursprünglichen Lebensraumes des Parasiten den Wirt wechselt und Menschen befällt. Hier verläuft die apokalyptisch anmutende Plage rasch tödlich und wird durch verseuchtes Trinkwasser verbreitet.